# Coronavirus (Comicfigur)

Das Asterix-Logo der deutschsprachigen Ausgabe

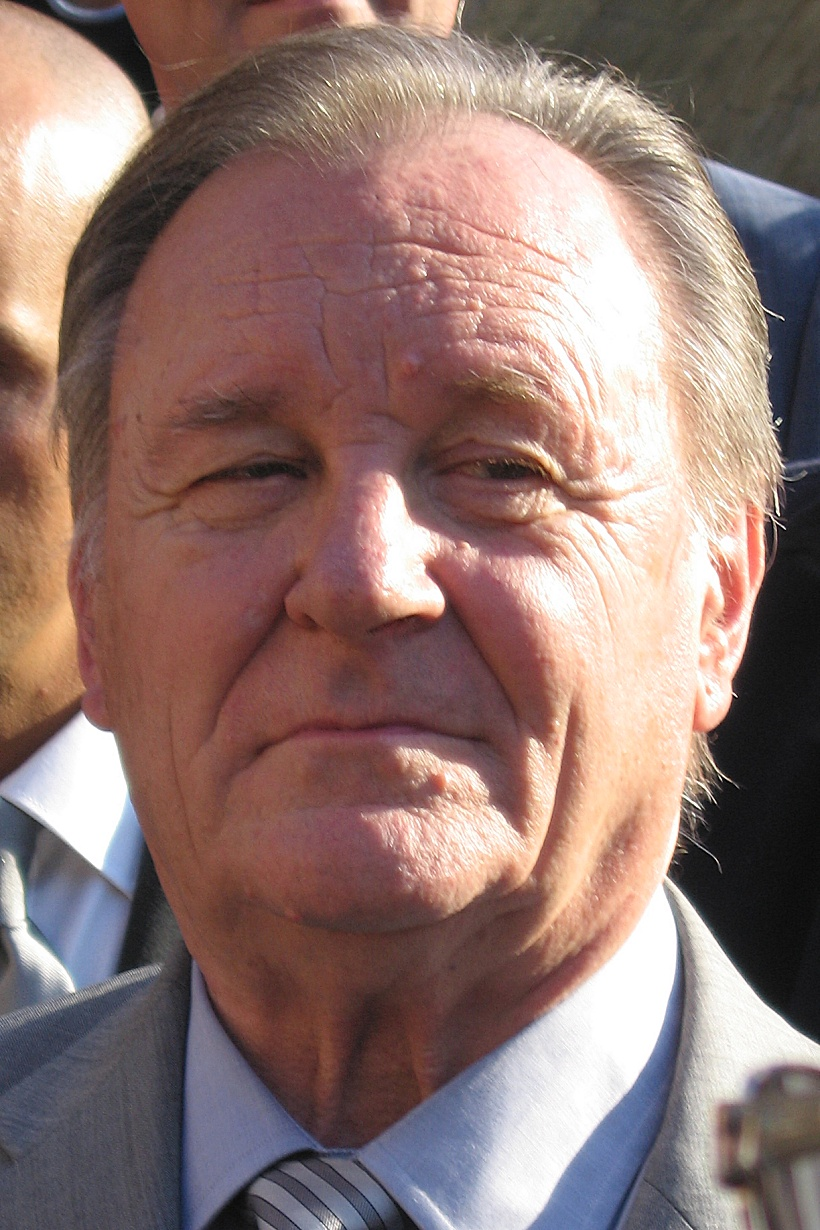
Albert Uderzo (1927–2020), Mitbegründer von Asterix, der 2017 nur noch das Design überwachte, fotografiert 2005

Coronavirus ist der Name einer Comicfigur in der französischsprachigen Originalausgabe und in nahezu allen Übersetzungen des 37. Asterix-Bandes Asterix in Italien (Astérix et la Transitalique). In der deutschen Übersetzung hat er den Namen Caligarius bekommen. Die am 19. Oktober 2017 gleichzeitig auf Französisch und Deutsch veröffentlichte Geschichte spielt – wie bei Asterix üblich – zu Zeiten des Römischen Reiches unter Julius Cäsar. Als Wagenlenker in einem durch Italien führenden Wagenrennen ist Caligarius der maßgebliche Gegenspieler von Obelix und seinem Copiloten Asterix. Im Zuge der COVID-19-Pandemie, umgangssprachlich oft „Coronavirus-Pandemie“ genannt, erhielt die Figur im Februar und März 2020 wegen ihres Originalnamens ein breites Echo in den Medien; in sozialen Netzwerken reichte dies vereinzelt bis zu Verschwörungstheorien.

## Caligarius im Asterix-Comic 2017

### Handlung
Im Band Asterix in Italien (im Französischen: Astérix et la Transitalique) ist Caligarius mit seinem Copiloten Bleifus (französisch: Bacillus) der Hauptgegner von Obelix und seinem Copiloten Asterix. Sie bestreiten als Wagenlenker („Aurigen“) die  Transcaliga (französisch: Transitalique), ein Langstreckenrennen mit von Tieren gezogenen Streitwagen vom antiken Monza nach Neapel, das die erstklassige Qualität der römischen Straßen zur Geltung bringen soll. Neben dem gallischen und dem offiziellen römischen Team sind zahlreiche weitere Mannschaften aus verschiedenen Landesteilen des römischen Reiches und der ganzen damals bekannten Welt vertreten, auch Goten, Briten, Helvetier, Lusitanier, Araber und Hellenen.
Beim Start wird Caligarius als größter antiker Wagenlenker angekündigt. Der Favorit, der während des Rennens stets eine goldene Maske mit einem breiten Lächeln trägt, provoziert schon zu Rennbeginn mit einem ungeahndeten Frühstart, wird gleichwohl von den Massen bejubelt und mit Schlachtrufen unterstützt. Unterwegs sind die Gegner zahlreichen unfairen Manövern seitens Caligarius und Manipulationen des veranstaltenden Senators Lactus Bifidus ausgesetzt. Als Asterix und Obelix beide in flagranti bei letzten Absprachen und einer vorgezogenen Siegesfeier überraschen, entpuppt sich der unmaskierte Coronavirus als der griesgrämig aussehende, aus Sizilien stammende Testus Sterone.
Während des Rennens ist Caligarius scheinbar uneinholbar in Führung, wenn auch durch vielfältige Sabotage Dritter. Er selbst gibt das Rennen jedoch kurz vor dem Ziel auf, als er an sein feudales Domizil auf der Insel Capri denkt und den Umfang erkennt, inwieweit sein Copilot und der Veranstalter mit unlauteren Mitteln auf den Rennausgang Einfluss nehmen wollen. Nun aber übernimmt Cäsar höchstpersönlich die Maskerade und Rolle von Caligarius, um durch einen Sieg Roms Überlegenheit über den Rest der Welt zu demonstrieren. Er scheidet jedoch kurz vor der Zielankunft aus, als er mit seinem Wagen in ein tiefes Schlagloch gerät, sodass letztlich doch Obelix und Asterix gewinnen.

### Anspielungen und Hintergründe zu Coronavirus/Caligarius

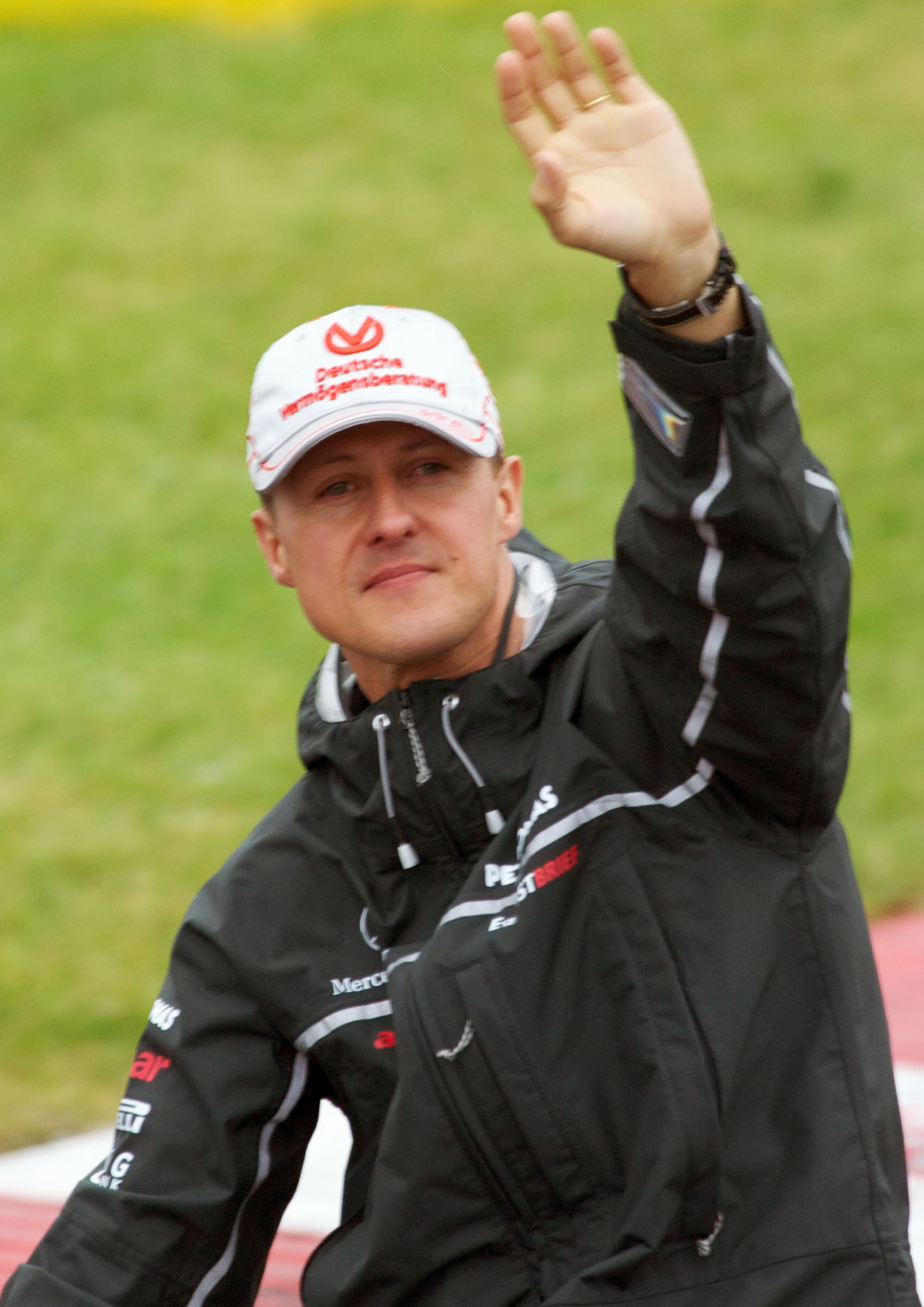
Vom deutschen Übersetzer im 37. Asterix-Band mit der Namensanspielung Caligarius (statt Coronavirus) verewigt: der Rennfahrer Michael Schumacher

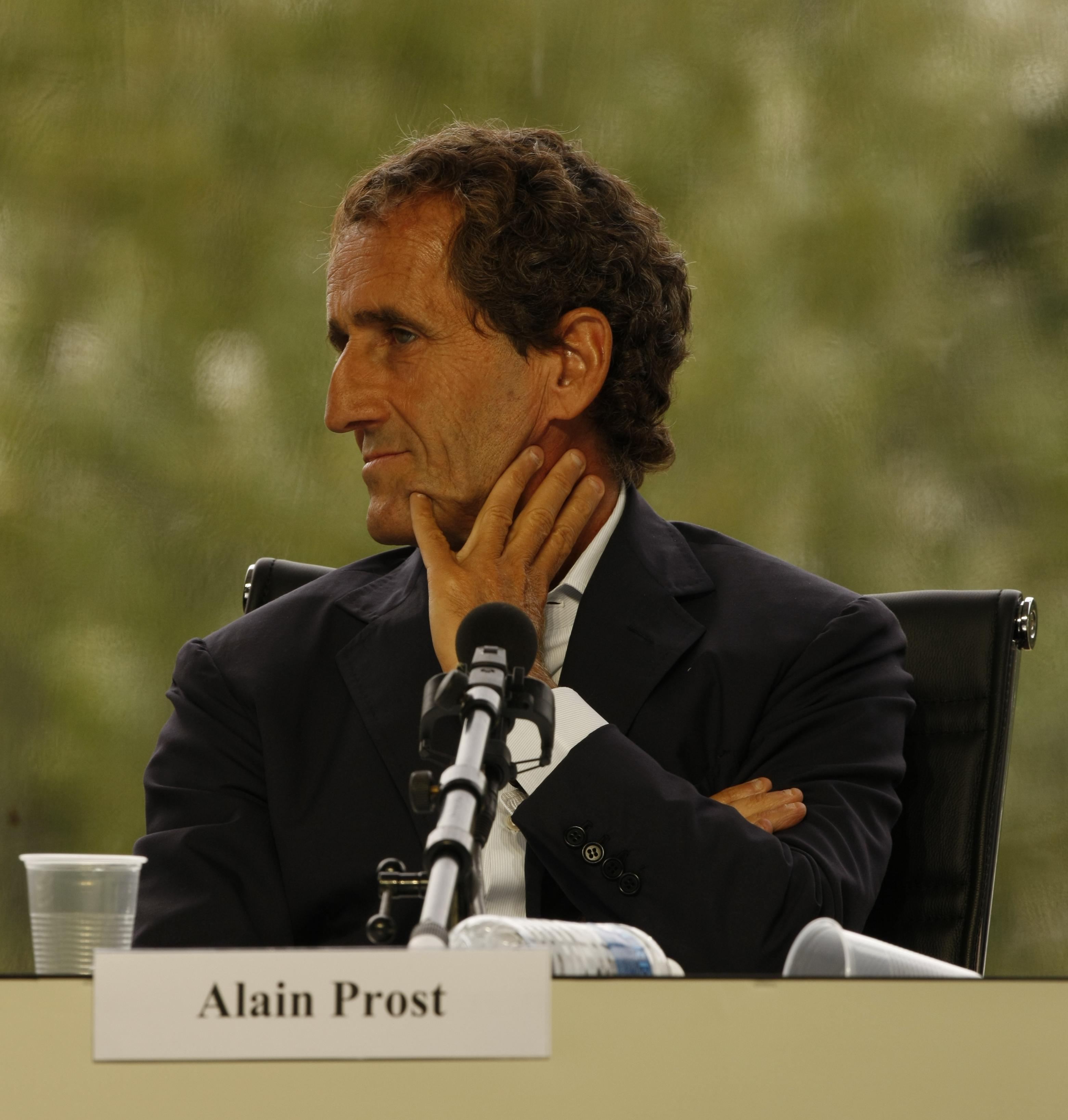
Von den französischen Asterix-Machern mit seinen Gesichtszügen als Wagenlenker Coronavirus verewigt: der Rennfahrer Alain Prost

Der Comic enthält – wie bei Asterix üblich – auch zu Coronavirus/Caligarius zahlreiche Anspielungen auf historische oder zeitgenössische Ereignisse:
- Als Namensbestandteil steht Corona unter anderem für den antiken, auch bei Wagenrennen vergebenen Ehren- oder Siegeskranz.
- Im zweiten Namensteil findet sich das lateinische Wort vir, auf Deutsch Mann.
- Die klassische Endung -us kennzeichnet ihn als männlichen Römer.[7]
- Nach dem in Frankreich lebenden deutschen Asterix-Übersetzer Klaus Jöken steht der zweite Namensteil -virus in der französischen Sprache – anders als in der deutschen – „weniger für eine Krankheit, etwas Unappetitliches oder Ekliges, sondern eher als Synonym für etwas Gefährliches und Gemeines“.[7]
- Coronaviren waren 2017 bereits in unterschiedlicher Form bekannt durch die SARS-Pandemie 2002/2003 wegen des SARS-CoV und durch das 2012 entdeckte MERS-CoV, das Epidemien auf der Arabischen Halbinsel verursachte.
- Die deutschsprachige Benennung als Caligarius, die maßgeblich auf Jöken und den deutschen Verlag Egmont Comic Collection zurückgeht, nimmt zum einen Bezug auf den Filmklassiker Das Cabinet des Dr. Caligari, einen der ersten deutschen Filme, in dem die Hauptrolle bei einem Bösewicht liegt. Zum anderen heißt das in der lateinischen Sprache wörtlich „zum Stiefel gehörig“, was eine Anlehnung an Italien mit seiner charakteristischen Landesform beinhaltet. Überdies steht es im Lateinischen für den Beruf Schuhmacher und verweist so auf den siebenmaligen deutschen Formel-1-Weltmeister Michael Schumacher und dessen – mitunter rüde[8] – Fahrmanöver.[5][7]
- Als er bei Senator Lactus Bifidus ohne Maske auftritt, erweist sich das Gesicht als eine Karikatur des viermaligen französischen Formel-1-Weltmeisters Alain Prost.[2][3][5][6]
- Die Anzahl von 1462 Siegen spielt auf Gaius Appuleius Diocles an, der mit 4257 Rennen und 1462 bedeutsamen Siegen zwischen seinem 18. und 42. Lebensjahr einer der erfolgreichsten Wagenlenker seiner Zeit war. Gaius Appuleius Diocles stammte aus Lusitanien und lebte von 104 bis 146 oder 147.[5]

## Medienecho 2017 zur Namenswahl von Caligarius in der deutschen Übersetzung statt Coronavirus
Bereits 2017 sorgte die Entscheidung, in der deutschsprachigen Ausgabe den Namen Coronavirus durch Caligarius zu ersetzen, für Diskussionsstoff. Der Asterix-Übersetzer Jöken begründete das gegenüber der Presse wie folgt:

„Coronavirus ist eine Krankheit. Wir Deutsche empfinden Krankheiten als etwas sehr Unappetitliches, Ekliges. Für Franzosen ist ein Virus eher Synonym für etwas Gefährliches und Gemeines. Der deutsche Verlag und ich wollten gerne einen anderen Namen – was durchaus schwierig war: Als römischer Name musste er auf -us enden, gleichzeitig musste er auch mit C anfangen, weil sein Wagen jeweils mit dem Logo gezeichnet ist. So wurde aus Coronavirus auf Deutsch Caligarius.“

Der Übersetzer selbst sah einen Nachteil der Neubenennung von Figuren: Einen neuen Namen zu schaffen, berge das Risiko, dass er in einer neuen Ausgabe dann „verbrannt“ sein könnte, wenn die deutschsprachige Übersetzung in der französischen Originalausgabe später als Name für eine neue Figur verwendet würde. Dann müsste sich der Übersetzer wiederum einen neuen Namen ausdenken. Ähnliches gelte in diesem Asterix-Band für den Wechsel des germanischen Stammes der Kimbern zu dem der Markomannen, um ein sonst unübersetzbares französisches Wortspiel ins Deutsche zu retten.

## Medienecho im Zuge der Coronavirus-Pandemie 2019/2020
Ab Februar 2020 erlangte die Comicfigur Coronavirus aus dem Asterix-Comic von 2017 im Zuge der COVID-19-Pandemie eine breite Medienresonanz bis hin zu (nicht immer ernst gemeinten) Verschwörungstheorien. Hauptanknüpfungspunkt ist die Namensidentität zwischen der Comicfigur mit ihrem über lange Zeit schlechten Charakter und dem pandemieauslösenden Virus. Daneben verweisen einzelne Medien auf weitere überraschende Parallelen: So tritt Coronavirus regelmäßig mit einer Gesichtsmaske auf. Das Rennen mit dem schnellen, aggressiven Coronavirus spielt ausgerechnet in Italien, dem im März 2020 am stärksten von der „Coronavirus-Pandemie“ betroffenen Staat. Zudem kündigten die neuen französischen Asterix-Autoren Jean-Yves Ferri als Texter und Didier Conrad als Zeichner den 37. Band mit Coronavirus im April 2017 ausgerechnet im norditalienischen Bologna an, einer der 2020 am stärksten von der Pandemie betroffenen Städte des Landes.
Im Vereinigten Königreich wurden die Verschwörungstheorien um die Comicfigur Coronavirus und ihren Namensvetter bereits am 22. Februar 2020 in der Boulevardzeitung Daily Star und in der Wochenzeitung The Week thematisiert. Auch in Spanien gab es darüber einen Bericht in El País.
Manche Quellen bezeichnen die Asterix-Geschichte mit Coronavirus als ähnlich visionär wie die Episode Barts Blick in die Zukunft der US-amerikanischen Zeichentrickserie Die Simpsons, in der Donald Trump bereits im Jahr 2000 als zukünftiger US-Präsident „vorausgesehen“ wurde. Bereits am 27. Februar 2020 hieß es im Rundfunkprogramm von SWR3: „Hat ein Asterix-Comic das Coronavirus schon 2017 vorhergesagt?“ Die B.Z. griff das Thema am 28. Februar 2020 unter der Überschrift auf: Prophetischer Comic? Warum Coronavirus bei „Asterix“ bereits 2017 auftauchte. Am 6. März 2020 titelte RP Online: Vision oder Zufall? – Warum das Coronavirus in einem „Asterix“-Comic aus 2017 auftaucht. Die Süddeutsche Zeitung nahm die Asterix-Geschichte um Coronavirus am 7. März 2020 in ihr Corona-Glossar – Die neue Ellenbogen-Gesellschaft auf.
In Frankreich selbst erfuhr die Comicfigur Coronavirus beispielsweise durch einen Hintergrundbericht in der wirtschaftsliberalen und gesellschaftskonservativen Tageszeitung Le Figaro am 3. März 2020 und einen Bericht auf CNews neue, breitere Aufmerksamkeit.
In Österreich widmete sich beispielsweise der Journalist Robert Sedlaczek in der Wiener Zeitung am 10. März 2020 dem Thema, in der Schweiz zum Beispiel das Nachrichtenportal Nau am 2. März 2020.
Die Aufmerksamkeit wurde ferner dadurch gesteigert, dass Albert Uderzo, Mit-„Erfinder“ der Asterix-Geschichten neben Goscinny (1926–1977), am 24. März 2020 nahe Paris inmitten der COVID-19-Pandemie mit 92 Jahren an einem Herzinfarkt verstarb.
So fragte die Stuttgarter Zeitung unter der Überschrift: ‚Coronavirus‘ war auch bei Asterix der Böse am 24. März 2020: „Waren die Uderzo-Nachfolger Jean-Yves Ferri und Zeichner Didier Conrad also Hellseher, als sie den Band Astérix et la Transitalique entwarfen?“ Die Zeitung verneint es unter Bezug auf Ferri, der schon 2017 bei der Vorstellung des neuen Comics betont habe, dass „sie sich für den Namen ‚Coronavirus‘ entschieden hätten, weil er ‚böse‘ klinge“. Zudem sei die Familie der Coronaviren als Auslöser der SARS-Epidemie von 2002 und 2003 mit hunderten Toten seither bereits einer breiteren Bevölkerung bekannt.